# Any de plor
L'any de plor era el terme jurídic derivat del dret català, pel qual durant el primer any de viduïtat el consort no mort, té el dret a ésser alimentat a càrrec del patrimoni de la persona traspassada, en consonància amb la seva posició i amb la quantia del patrimoni.

## Història
En els seus inicis fou un privilegi que gaudien els ciutadans de Barcelona, fins que el rei Pere III l'estengué a tots els catalans per mitjà de la constitució de 1351. A partir del codi de família de l'any 1998 ha passat a anomenar-se any de viduïtat, equiparant-se al dret espanyol.